# Babyfoon

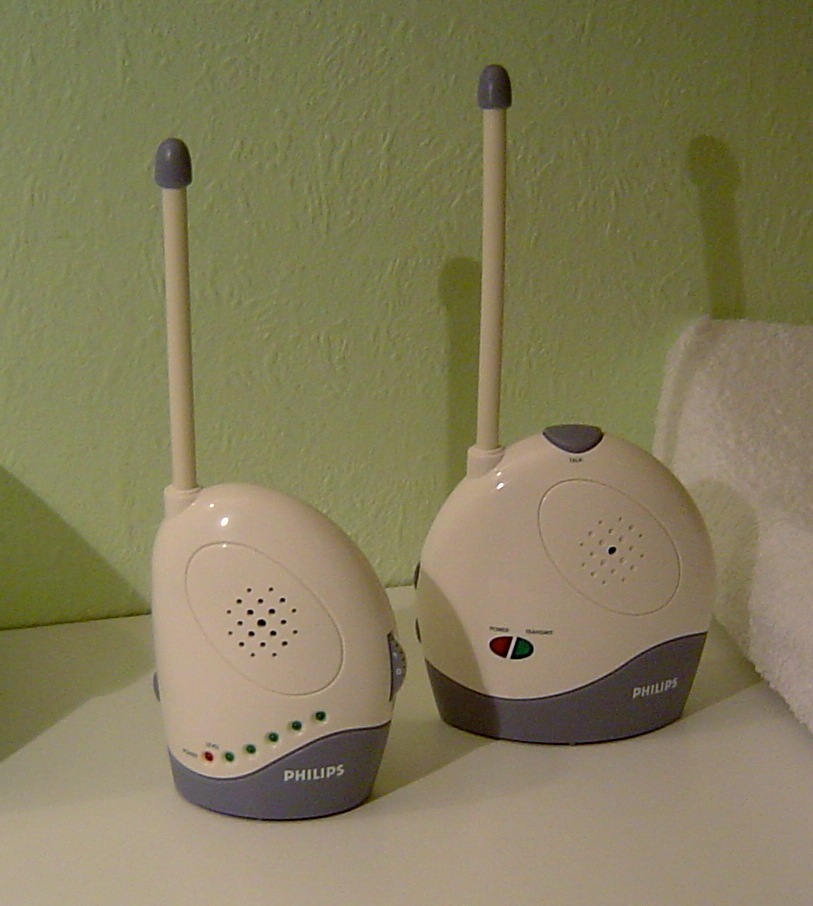
Babyfoons

Een babyfoon is een apparaatje waarmee het geluid van een baby of (jong) kind in een ander vertrek te beluisteren is.
Een babyfoon bestaat uit twee delen, de zender met ingebouwde microfoon en de ontvanger met luidspreker. De overdracht ging vroeger meestal via een vaste draad, later via het lichtnet en tegenwoordig worden radiogolven gebruikt. Als er meerdere babyfoons in de buurt zijn, kan het voorkomen dat de apparaten elkaar storen of dat het geluid van de baby ergens anders te horen is. Babyfoons op basis van DECT hebben minder last van storingen. Ook is daarbij de geluidskwaliteit verbeterd en is het moeilijker om ze af te luisteren.
Sommige babyfoons schakelen pas aan, als het geluid een bepaald niveau bereikt, bijvoorbeeld wanneer de baby gaat huilen. Er zijn ook uitvoeringen waarbij iets terug gezegd kan worden, en ook zijn er met een videocamera (al dan niet voorzien van infraroodbeeld). Op deze manier is dan ook te zien of de baby bijvoorbeeld begint te trappelen.

## Verbindingen
Babyfoons zijn verkrijgbaar met verschillende soorten verbindingen. Internetverbinding, analoge verbinding, digitale verbinding onder te verdelen naar DECT en digitale transmissie met FHSS.
Een analoge verbinding verstuurt met de babyunit het geluidssignaal via elektromagnetische golven naar de ouderunit. Dezelfde soort verbinding als bijvoorbeeld bij een radio.
DECT staat voor Digital Enhanced Cordless Telecommunications, ook wel digitale verbinding genoemd. DECT is bedoeld voor draadloze telecommunicatie over korte afstand. Het bereik van DECT is 100 tot 300 meter. Het voordeel van DECT is een helder geluid en de ongevoeligheid voor storing. Daarnaast is de verbinding versleuteld, wat afluisteren bemoeilijkt. Alhoewel de schadelijkheid van DECT (nog) niet wetenschappelijk is aangetoond, zijn er veel medische speculaties. Door het stralingsvermogen en het continu uitzenden van signalen van de DECT-basisstations en het herhaaldelijk uitzenden van de handsets, bestaan er hevige discussies over het gezondheidsaspect van deze technologie. De vele wetenschappelijke onderzoeken vertonen vaak hiaten en spreken elkaar op vele punten tegen.
Digitale transmissie en FHSS: FHSS technologie wordt gebruikt bij babyfoons met een camera en digitale transmissie. FHSS staat voor Frequency Hopping Spread Spectrum. De beelden worden via een unieke code gestuurd zodat er altijd een beveiligde verbinding is. Een babyfoon met FHSS verspringt in een breed spectrum voortdurend automatisch van kanaal en van frequentie.
Internetverbinding babyfoon: In combinatie met een smartphone en/of tablet is het mogelijk een babyfoon te gebruiken met wifi verbinding. Je schaft dan alleen een camera aan en die camera verbind je via wifi met het internet. Op je smartphone of tablet kun je dan, met een additionele app, het beeld bekijken.

## FM
Tot in de jaren tachtig van de twintigste eeuw waren er ook eendelige babyfoons verkrijgbaar. Deze waren uitgerust met een FM-zendertje met een bereik van ongeveer honderd meter. Dit type babyfoon kon beluisterd worden door met een gewone radio (niet met kabelaansluiting) af te stemmen op de frequentie van de babyfoon. FM-babyfoons zijn in Nederland niet toegestaan en worden beschouwd als een illegale zender. Men gebruikt een frequentie waar commerciële zenders een dure vergunning voor hebben aangeschaft en een niet ontvangen reclameboodschap wordt als verlies beschouwd. Agentschap Telecom monitort voortdurend alles wat er in de ether gebeurt, zowel met vaste als met mobiele opstellingen en zal zeker het apparaat in beslag nemen indien men deze ontdekt, met tevens kans op een flinke boete.

## Alternatief gebruik
Babyfoons kunnen ook gebruikt worden voor oudere, bedlegerige personen, zodat deze contact kunnen maken als ze iets nodig hebben.